# Довгівка (Криворізький район)
Довгі́вка — село в Україні, у Девладівській сільській громаді Криворізького району Дніпропетровської області.
Населення — 167 мешканців.

## Географія
Село Довгівка примикає до села Спокій, на відстані 1,5 км розташоване село Поле і за 3,5 км — селище Софіївка. У селі бере початок річка Балка Петина. Поруч проходить залізниця, станція Спокій за 0,5 км.

## Назва
В пресі село часто називають Довгієвкою або Довгійовкою.

## Історія
Неподалік села з 1959 по 1983 роки проводився видобуток уранової руди.Відкритим способом. Спортили грунтові води.

## Населення

### Мова
Розподіл населення за рідною мовою за даними перепису 2001 року:
| Мова       | Відсоток |
| ---------- | -------- |
| українська | 95,2 %   |
| російська  | 4,8 %    |